# Crissay-sur-Manse
Crissay-sur-Manse település Franciaországban, Indre-et-Loire megyében. Lakosainak száma 113 fő (2022. január 1.). Crissay-sur-Manse Avon-les-Roches, Crouzilles, Neuil és Saint-Épain községekkel határos.

## Népesség
A település népességének változása:
| Lakosok száma | 164  | 118  | 97   | 114  | 107  | 97   | 99   | 109  | 110  | 113  |
|               | 1968 | 1982 | 1990 | 2006 | 2013 | 2015 | 2017 | 2019 | 2020 | 2022 |